# Tim Renton
Pour les articles homonymes, voir Renton.
Ronald Timothy Renton (né le 28 mai 1932 et mort le 25 août 2020), est un homme politique  britannique du Parti conservateur. 

## Biographie
Tim Renton, qui utilise rarement son prénom de Ronald, obtient des bourses pour aller au Collège d'Eton et au Magdalen College, Oxford, et obtient un diplôme de première classe en histoire. 
Après s'être présenté sans succès à Sheffield Park en 1970, il est élu député conservateur de Mid-Sussex de 1974 à 1997. 
Il est secrétaire privé parlementaire de John Biffen, le secrétaire au commerce, mais démissionne de ce poste en 1981 après avoir refusé de soutenir le gouvernement lors d'un vote sur une taxe exceptionnelle sur les bénéfices des banques. Il devient ensuite ministre d'État au ministère des Affaires étrangères et au ministère de l'Intérieur, et est whip en chef de Margaret Thatcher (secrétaire parlementaire du Trésor) entre 1989 et 1990. Après la démission de Thatcher en 1990, il sert dans le gouvernement de John Major en tant que ministre des Arts entre 1990 et 1992. Pendant ce temps, il lance la Journée nationale de la musique (Royaume-Uni) avec Mick Jagger, qui s'est déroulée de 1992 à environ 1997 ,. 
Après s'être retiré de la Chambre des communes aux élections générales de 1997, il est créé pair à vie le 9 juin 1997 comme baron Renton de Mount Harry, d'Offham dans le Sussex de l'Est, et prend son siège à la Chambre des lords. Il prend sa retraite de la Chambre le 14 avril 2016 . 

### Famille
En 1960, Tim Renton épouse Alice Blanche Helen Fergusson, fille de James Fergusson, 8e baronnet de Kilkerran. Le couple vivait à Offham près de Lewes dans le Sussex de l'Est et avait une maison de vacances sur l'île des Hébrides de Tiree. 
Leurs quatre enfants sont Alexander James Torre (journaliste et auteur) Christian Louise, Daniel Charles Antony et (Katherine) Chelsea, qui est artiste. La plus jeune fille du couple, Polly Renton (Penelope Sally Rosita), réalisatrice de documentaires, est décédée dans un accident de voiture en 2010.

## Publications
- The Dangerous Edge, Hutchinson, 1994,  (ISBN 0-09-179151-0)
- Otage à Fortune, Arrow, 1998,  (ISBN 0-09-946831-X)
- Whip en chef, Politico's, 2005,  (ISBN 1-84275-129-8)